# نخستین دوره مشروطه در امپراتوری عثمانی

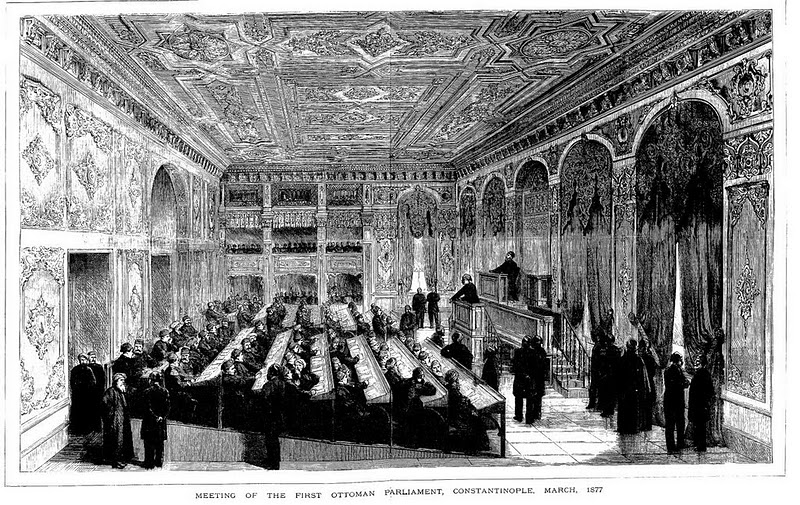
طرح‌نگاره‌ای از اولین جلسهٔ پارلمان در ساختمان قدیمی دارالفنون - ۱۸۷۷

نخستین دوره مشروطه در امپراتوری عثمانی (ترکی عثمانی: مشروطیت; ترکی استانبولی: Birinci Meşrutiyet Devri) در امپراتوری عثمانی برای پادشاهی مشروطه از اعلام Kanûn-ı Esâsî (به معنی قانون اساسی یا قانون اساسی در ترکی عثمانی) توسط اعضای عثمانیان جوان از ۲۳ دسامبر ۱۸۷۶ تا ۱۴ فوریه ۱۸۷۸ به طول انجامید. این جوانان عثمانی از رفرم‌های تنظیمات ناراضی بودند و به جای آن خواستار یک قانون اساسی مشابه دولتهای اروپایی بودند. دوران مشروطه با عزل سلطان عبدالعزیز یکم آغاز شد. عبدالحمید دوم جای وی را به عنوان سلطان گرفت. این دوران با تعلیق پارلمان عثمانی و قانون اساسی توسط سلطان عبدالحمید دوم به پایان رسید و با آن او دوباره پادشاهی مطلقه ایجاد کرد.